# Weigl Géza
WeigI Géza (Lébényszentmiklós, 1881. október 12. – Budapest, Terézváros, 1930. szeptember 5.) író, tanár, műfordító, a Pesti Izraelita Hitközség leánygimnáziumának tanára.

## Életútja
Weigl Adolf és Goldspitzer Jozefin (1844–1906) fia. Tanári oklevelét a Budapesti Tudományegyetemen nyerte, felsőbb stúdiumokat a genfi és párizsi egyetemen végzett. Előbb a karánsebesi gimnáziumban, majd a Keleti Akadémián működött, 1918-tól 1921-ig pedig a külügyminisztériumban volt titkár. Napilapokban (Magyarország, Világ, Pesti Napló, Pesti Hirlap, Esti Kurir) sok színházpolitikai, művészeti, pedagógiai és a klasszika-filológia körébe vágó cikke és tanulmánya jelent meg. Tárcáit és novelláit az Egyenlőség közölte. Henryk Sienkiewicz, Charles Dickens és Clément Vautel számos regényét fordította magyarra. A KUT főtitkára volt és ilyen minőségében sajtó alá rendezte a Magyar Grafika Mesterei idegen nyelvű kiadásait. Halálát bélhurut okozta.

## Magánélete
Felesége Szivós (Weiss) Zsigmond és Stein Anna lánya, Szivós Margit volt, akit 1913. december 24-én Budapesten vett nőül. Fia Weigl György volt, aki fiatalon elhunyt tífuszban.